# Asparagus benguellensis
Asparagus benguellensis — вид рослин із родини холодкових (Asparagaceae).

## Біоморфологічна характеристика
Це лежачий голий напівв'юнкий; гілки рясно перисті.

## Середовище проживання
Ареал: Ангола.
Населяє лісисті зарості.